# Bazoches
Pour l’article ayant un titre homophone, voir Basoche.
Pour les articles homonymes, voir Bazoches (homonymie).
Bazoches est une commune française, située dans le département de la Nièvre en région Bourgogne-Franche-Comté.

## Géographie

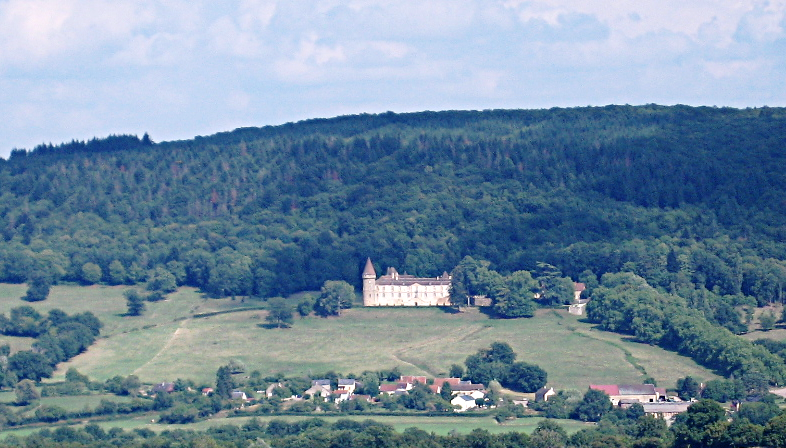
Bazoches vue depuis Saint-Aubin-des-Chaumes.

Bazoches se situe dans le Morvan et fait partie de son parc naturel régional.

### Climat
Pour des articles plus généraux, voir Climat de la Bourgogne-Franche-Comté et Climat de la Nièvre.
En 2010, le climat de la commune est de type climat des marges montargnardes, selon une étude du Centre national de la recherche scientifique s'appuyant sur une série de données couvrant la période 1971-2000. En 2020, Météo-France publie une typologie des climats de la France métropolitaine dans laquelle la commune est exposée à un climat océanique altéré et est dans la région climatique  Lorraine, plateau de Langres, Morvan, caractérisée par un hiver rude (1,5 °C), des vents modérés et des brouillards fréquents en automne et hiver. 
Pour la période 1971-2000, la température annuelle moyenne est de 10,8 °C, avec une amplitude thermique annuelle de 16,3 °C. Le cumul annuel moyen de précipitations est de 879 mm, avec 12,5 jours de précipitations en janvier et 8,5 jours en juillet. Pour la période 1991-2020, la température moyenne annuelle observée sur la station météorologique de Météo-France la plus proche, « Lormes_sapc », sur la commune de Lormes à 10 km à vol d'oiseau, est de 11,2 °C et le cumul annuel moyen de précipitations est de 1 071,3 mm. 
La température maximale relevée sur cette station est de 40,7 °C, atteinte le 25 juillet 2019 ; la température minimale est de −18,1 °C, atteinte le 12 janvier 1987,,. 
Les paramètres climatiques de la commune ont été estimés pour le milieu du siècle (2041-2070) selon différents scénarios d'émission de gaz à effet de serre à partir des nouvelles projections climatiques de référence DRIAS-2020. Ils sont consultables sur un site dédié publié par Météo-France en novembre 2022.

## Urbanisme

### Typologie
Au 1er janvier 2024, Bazoches est catégorisée commune rurale à habitat très dispersé, selon la nouvelle grille communale de densité à sept niveaux définie par l'Insee en 2022.
Elle est située hors unité urbaine et hors attraction des villes,.

## Villages, hameaux, lieux-dits, écarts
Bourg Bassot, Montjourné, Cœugne, Champignolles-le-Haut, Champignolles-le-Bas, Armance, Vauban, le Moulin Verrot, le Moulin de Serre, la ferme Rousseau, Écosse,  l'Huis Guenin-Renault, la ferme de Vassy, le château de Bazoches.

## Toponymie
Bazoches est une formation toponymique médiévale, basée sur l'ancien français basoche, ou bazoche (église). Ce terme est issu, par évolution phonétique, du latin basilica (basilique, édifice public couvert où se rendait la justice, église ou chapelle chrétienne [réf. nécessaire]).

## Histoire
La commune est connue pour le château de Bazoches, où a résidé le maréchal de Vauban.  La petite église Saint-Hilaire datant du XIIe siècle abrite le tombeau de la famille de Vauban.

## Politique et administration

### Ancien Régime
Curés
- Hugues : il fit, en 1272, une transaction avec l'abbé de Cure, concernant les dîmes ;
- Étienne : il donna, en 1311, reconnaissance à cet abbé de l'abbaye Saint-Martin de Chore à Cure des droits de son monastère dans la cure de Bazoches[14] ;
- Jehan Droin (1461-1495) ;
- De 1495 à 1504, le nom des curés de Bazoches est inconnu. Il est à supposer que pendant les guerres de Religion, la paroisse était desservie par les moines de l'abbaye Saint-Martin de Chore ;
- Symon Droin, 1504 ;
- Pierre Droin, 1530 ;
- Vincent Gourlot, 1625 ;
- Magdelénat, 1660 ;
- Charles Belin : inhumé dans le caveau régnant sous le chœur le 1er mai 1681 ;
- Étienne Flandin, 1707 : inhumé à côté du précédent le 15 mai 1739 ;
- Jean Malingre, 1739 ;
- Daniel, 1743 ;
- Cognier, 1772 : il prêta le serment le 13 février 1791, avec une restriction qu'il fit insérer au procès-verbal : « Dans tout ce qui ne sera pas opposé à la religion catholique, apostolique et romaine, dont je suis ministre et dans laquelle je veux vivre et mourir ». Il se rétracta bientôt et fut sommé en novembre de quitter son presbytère avec défense de dire des messes, les fêtes patronales et solennelles[15]. Il se cacha au Bourgbassot dans les familles Boileau et Magdelénat. Découvert, il dut fuir à nouveau pour éviter des ennuis à ses hôtes. Son vicaire, Jacques-Eustaches Ducrot, originaire d'Empury, refusa de prêter le serment. Conformément à la loi du 26 août 1792, il demanda un passeport pour partir à l'étranger et l'obtint. Ne voulant pas abandonner ses paroissiens, il resta et fut découvert. Arrêté, il fut traduit devant le tribunal révolutionnaire qui le condamna à dix ans de réclusion et à l'exposition publique. En février 1794, on le tira de son cachot pour l'envoyer à Brest, où il mourut martyr de sa foi à trente-et-un ans[16].

### Depuis la Révolution
| Période                                  | Période  | Identité            | Étiquette | Qualité |
| ---------------------------------------- | -------- | ------------------- | --------- | ------- |
| avant 1988                               | ?        | Claude Baste-Morand |           |         |
| mars 2001                                | 2014     | Michel Petetin      |           |         |
| mars 2014                                | 2020     | Robert Sauterel     |           |         |
| 2020                                     | En cours | Jean Marie Pautrat  |           |         |
| Les données manquantes sont à compléter. |          |                     |           |         |

## Démographie
L'évolution du nombre d'habitants est connue à travers les recensements de la population effectués dans la commune depuis 1793. Pour les communes de moins de 10 000 habitants, une enquête de recensement portant sur toute la population est réalisée tous les cinq ans, les populations de référence des années intermédiaires étant quant à elles estimées par interpolation ou extrapolation. Pour la commune, le premier recensement exhaustif entrant dans le cadre du nouveau dispositif a été réalisé en 2008.

En 2022, la commune comptait 165 habitants, en évolution de −6,25 % par rapport à 2016 (Nièvre : −3,28 %, France hors Mayotte : +2,11 %).
| 1793  | 1800 | 1806 | 1821 | 1831 | 1836 | 1841 | 1846 | 1851 |
| ----- | ---- | ---- | ---- | ---- | ---- | ---- | ---- | ---- |
| 1 028 | 571  | 548  | 714  | 731  | 805  | 863  | 858  | 838  |

| 1856 | 1861 | 1866 | 1872 | 1876 | 1881 | 1886 | 1891 | 1896 |
| ---- | ---- | ---- | ---- | ---- | ---- | ---- | ---- | ---- |
| 793  | 768  | 800  | 772  | 771  | 784  | 705  | 652  | 597  |

| 1901 | 1906 | 1911 | 1921 | 1926 | 1931 | 1936 | 1946 | 1954 |
| ---- | ---- | ---- | ---- | ---- | ---- | ---- | ---- | ---- |
| 568  | 560  | 516  | 396  | 394  | 329  | 328  | 333  | 308  |

| 1962 | 1968 | 1975 | 1982 | 1990 | 1999 | 2006 | 2008 | 2013 |
| ---- | ---- | ---- | ---- | ---- | ---- | ---- | ---- | ---- |
| 280  | 311  | 283  | 266  | 223  | 197  | 168  | 160  | 177  |

| 2018 | 2022 | - | - | - | - | - | - | - |
| ---- | ---- | - | - | - | - | - | - | - |
| 178  | 165  | - | - | - | - | - | - | - |

## Culture locale et patrimoine
Bazoches a été labellisée "Cité de Caractère de Bourgogne Franche-Comté" en 2022.

### Lieux et monuments
- Château de Bazoches : membre du Réseau des sites majeurs de Vauban ;
- Château de Vauban, au lieu-dit Vauban : ancienne maison forte du XIIe siècle. Propriété successivement des familles Sallenay, de Bazoches, de Chastellux. En 1533, Charles de Champignolles en devient propriétaire. Il le vend en 1548, avec les droits féodaux et seigneuriaux qui y sont attachés, à Émery le Prestre, qui prend le nom de Vauban en 1558. Son petit-fils, le maréchal de Vauban, achète le château à ses cousins en 1684, après avoir acquis le château de Bazoches ;
- Église Saint-Hilaire : édifice gothique du XIIe siècle, reconstruit au XVIIe siècle. Imposant autel. Peintures du chevet et des chapelles récemment restaurées. Caveau familial du maréchal de Vauban, dont le cœur est à Paris aux Invalides depuis la décision de Napoléon en 1808. Ouvert tous les jours de 9 h à 18 h[21].

Vues de Bazoches
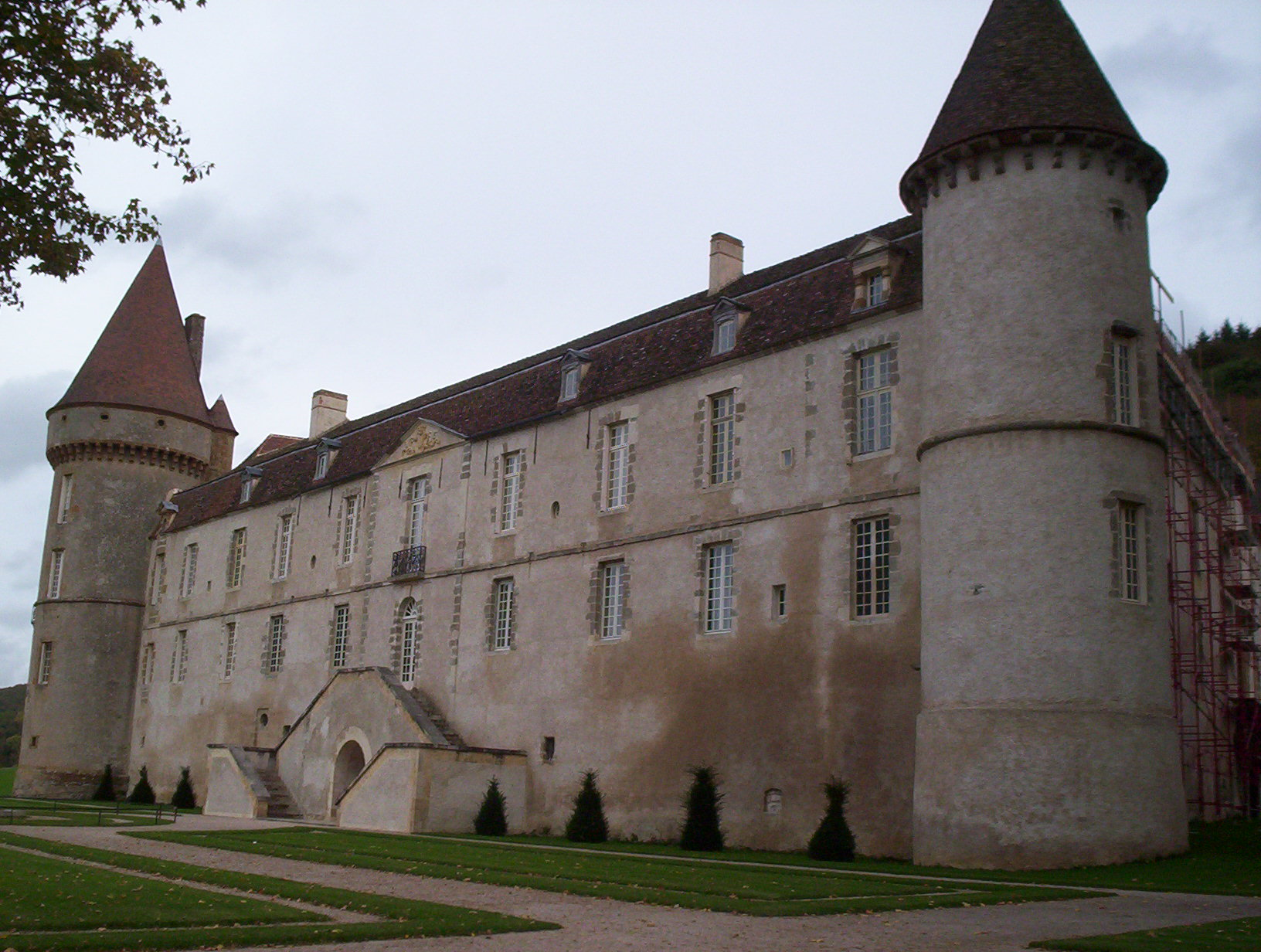
Le château de Bazoches.
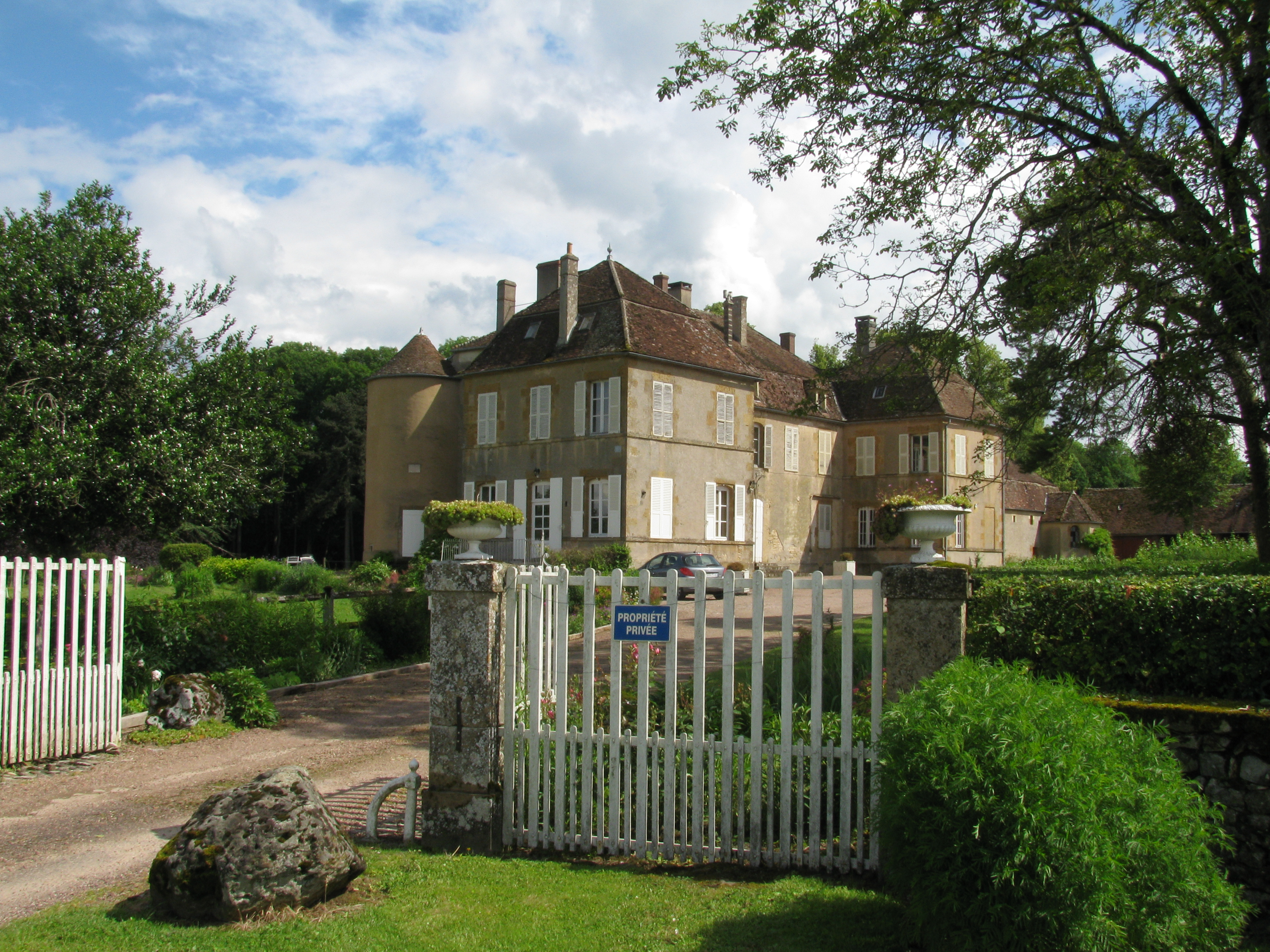
La maison forte de Vauban.
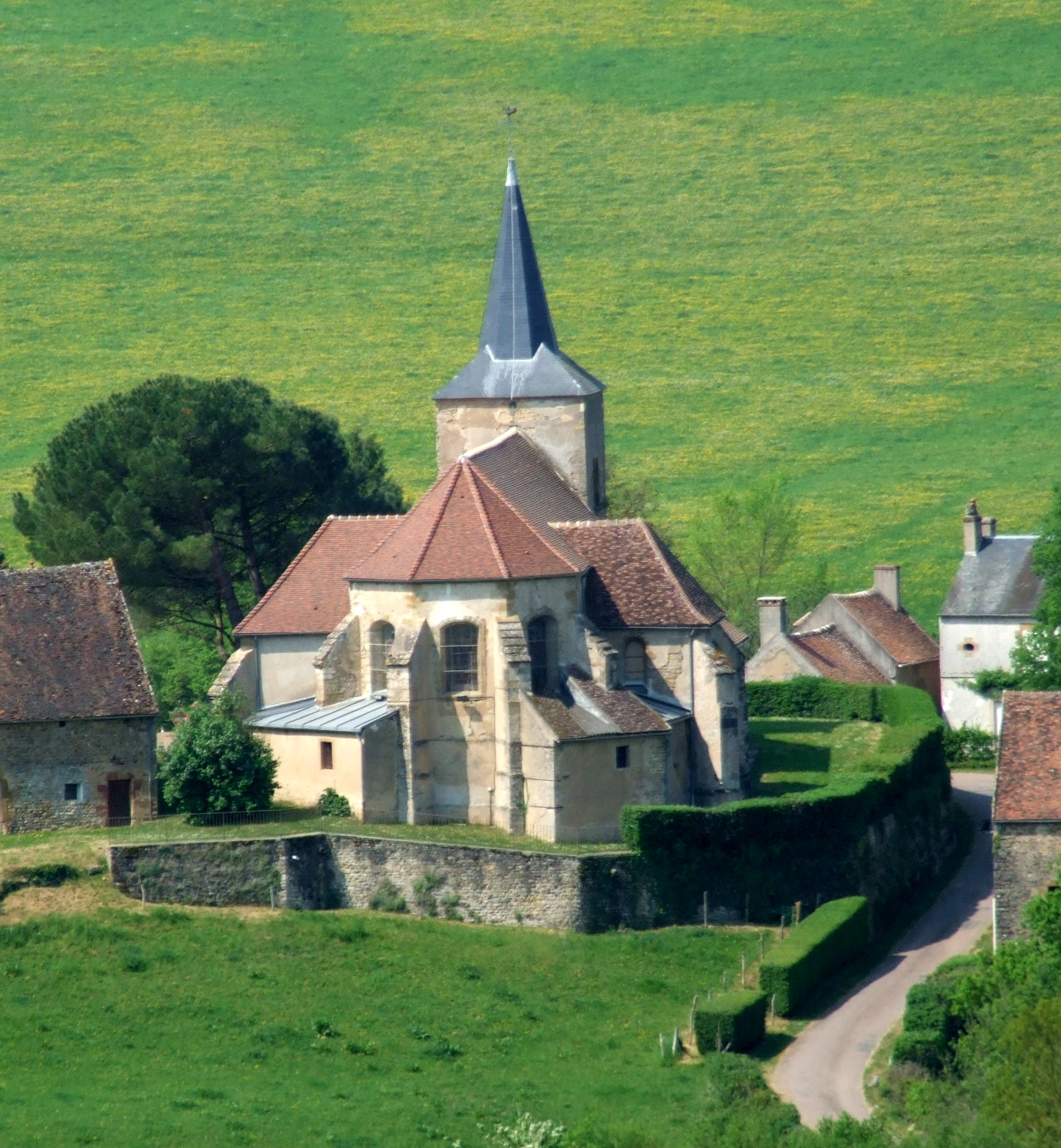
L'église Saint-Hilaire.

### Personnalités liées à la commune
- Sébastien Le Prestre de Vauban (1633-1707) : ingénieur, architecte militaire, urbaniste et essayiste français, enterré à Bazoches.